# Preški Vrh
Preški Vrh este o localitate din comuna Ravne na Koroškem, Slovenia, cu o populație de 175 de locuitori.